# 178150 Taiyuinkwei
178150 Taiyuinkwei è un asteroide della fascia principale. Scoperto nel 2006, presenta un'orbita caratterizzata da un semiasse maggiore pari a 2,6295093 UA e da un'eccentricità di 0,0862358, inclinata di 4,60406° rispetto all'eclittica.